# Menkokia major
Menkokia major là một loài tò vò trong họ Ichneumonidae.